# Anne Tursz
Anne Tursz, née Anne Thévenot, le 22 février 1946, est une pédiatre et épidémiologiste française.

## Biographie
Anne Tursz est une ancienne directrice de recherche à l'INSERM, actuellement professeur émérite de l'INSERM. Elle a été chercheuse associée avec le CERMES et a présidé le comité d’orientation du Plan national Violence et Santé mis en place en mai 2004 par le Ministre de la Santé et des Solidarités.
Elle s'est intéressée à la prise en charge des enfants et des adolescents par le système médico-social, préventif et curatif dans la société française contemporaine, à la traumatologie de l'enfant (accidents, maltraitance),.
Elle a affirmé que chaque jour deux enfants mouraient de maltraitance en France dans une longue étude qu'elle a publiée en 2005 en tant que directrice à l'INSERM de la Protection de l'Enfance, soit entre 650 et 850 enfants par an, alors que les chiffres de la police donnent 255 enfants par an tués de moins de cinq ans, seuls chiffres officiels. L'État distingue dans ses chiffres les enfants de moins de cinq ans des enfants de moins de quinze ans. Aucun chiffre officiel du nombre total de mineurs, outre les travaux d'Anne Tursz, publiés dans ces nombreux livres notamment Enfants maltraités en France et par la France en 2008, reprenant ses travaux de 2005 avec les équipes de l'INSERM. Le 9 février 2018 elle indiquait au magazine Travail Social Actualité avoir « accordé » ce chiffre sur pression des journalistes en extrapolant aux enfants de zéro à quinze ans des données concernant des nourrissons

## Publications
- Les infanticides en France : peut-on les repérer, les compter, les prévenir ?, 2011, Archives de pédiatrie, vol. 21, 1er avril 2014[6].
- Les morts violentes de nourrissons : trajectoires  des auteurs, traitements judiciaires des affaires - Implications pour la prévention, 25 février 2011[7].
- Les oubliés. Enfants maltraités en France et par la France, Seuil, 2010[8].
- Enfants maltraités - Les chiffres et leur base juridique en France, avec Pascale Gerbouin-Rérolle, Lavoisier, 2008.
- Étude épidémiologique des morts suspectes de nourrissons en France : quelle est la part des homicides ?, avec Monique Crost, Pascale Gerbouin-Rérolle, Julien Beauté, Bulletin épidémiologique hebdomadaire, no 3-4, Numéro thématique « Morts inattendues du nourrisson », janvier 2008[9].
- Violence et santé, La Documentation française, Paris, 2006.
- Les accidents de l’enfant en France : quelle prévention, quelle évaluation ?, avec Pascale Gerbouin-Rérolle, Inserm Éditions, Paris, 2001.
- L’enfant et la douleur : familles et soignants, avec J.Cook, Syros, Paris, 1998.
- Adolescence et risque, avec Yves Souteyrand et Rachid Salmi, Syros, Paris, 1993.
- Adolescents, risques et accidents, Centre international de l'enfance, Paris, 1987.